# Battle Ground Lake State Park
Der Battle Ground Lake State Park ist ein 275 Acres (111 ha) großes Naherholungsgebiet, etwa 3 mi (4,8 km) nordöstlich der Stadt Battle Ground im Clark County im US-Bundesstaat Washington. Der State Park ist von einem immergrünen Wald bedeckt, in dessen Zentrum sich ein Maar vulkanischen Ursprungs befindet. Der Park wird von der Washington State Parks and Recreation Commission verwaltet.

## Geschichte
Der Park ist der Ort, an dem sich ein 400 ft (122 m) hoher Vulkan des Boring Lava Field befand, bei dem vor 105.000 Jahren eine magma-induzierte Dampf-Explosion stattfand, die ein bohnenförmiges Maar schuf, das sich später mit Wasser füllte, so dass ein Kratersee entstand. Am See befand sich in den 1920er Jahren ein Resort, und ein Konsortium aus Geschäftsleuten plante eine Aufwertung, u. a. durch den Bau eines Tanzsaals, die Einrichtung von Schwimmbecken und weiterer Amüsements nebst einem eigenen Kraftwerk und der Ausstattung mit elektrischer Beleuchtung. Von 1964 bis 1968 wurde das Resort von Virgil Dollar betrieben, einem Mitglied jener Familie, nach der die nahegelegene Kreuzung „Dollars Corner“ benannt wurde. Der Staat initiierte 1965 den Ankauf der Liegenschaft, der 1966 für 550.000 USD abgeschlossen wurde. Bei einer Sitzung bestimmte die State Parks and Recreation Commission 1970, dass „Battle Ground“ im Gegensatz zur nahegelegenen Stadt in zwei Worten geschrieben werden sollte.

## Tourismus
Zum Park gehören ein Badebereich, eine Slipanlage für Boote, ein Campingplatz und Ferienhütten zur Anmietung. Wander- und Reitwege führen rund um den See und kreuz und quer über das Gipfel-Gebiet. Im Spätwinter und Frühjahr werden Regenbogen- und Küsten-Cutthroat-Forellen ausgesetzt. Forellenbarsche, Graskarpfen  und Crappies sind im Gebiet ansässig, aber das Forellen-Fischen ist insbesondere am Eröffnungstag die Hauptattraktion für die Angler.